# 耿帅
耿帅（1988年7月22日—），网名手工耿，有废柴爱迪生、无用爱迪生、快手爱迪生等称呼，男，河北定兴人，中国大陆发明家、搞笑视频制作者和网络主播，网络红人，擅长发明和组装各种器械，最初在快手平台上活跃。

## 生平
1988年7月22日，耿帅出生于中国河北省保定地区定兴县（现保定市定兴县）杨村。16岁那年他从初中辍学到北京一建筑工地上负责打扫卫生等工作，后来又换过多份工作和多个工作地点，其中包括以电焊工人的身份参与京石客运专线铁路的修建。2017年，他回到老家，辞去原有的工作，开始发明自己构思到的各种器械，其中大部分由不锈钢制成。2018年，他开始为自己所发明的器械录制视频解说和演示使用方法，上传到快手和新浪微博等平台上，此行为在当时受到了家人的反对。他的发明几乎没有实用性且用途古怪，如带有马桶的摩托车、用菜刀制成的梳子、菜刀手机壳等，却因为网络平台吸引了不少粉丝，有粉丝化用日本著名品牌无印良品把他的发明称为「无用良品」，也有网友表示「耿哥出品，必屬廢品」、「敢發明有用的東西，就取消关注」。2019年，先后参与录制综艺节目《快乐大本营》、《我想开个店》。